# Valerie Perrine

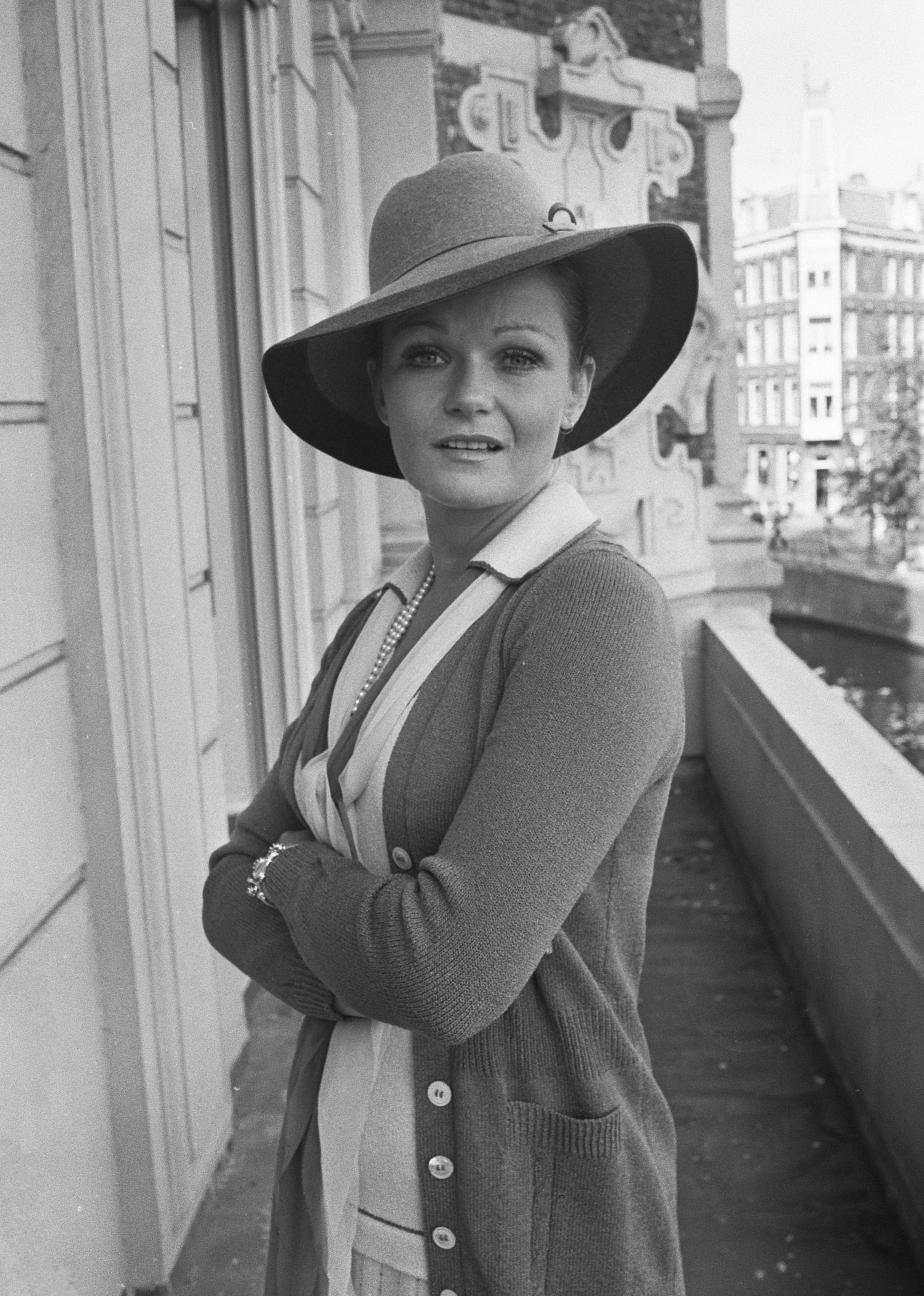
Valerie Perrine (1975)

Valerie Ritchie Perrine (* 3. September 1943 in Galveston, Texas) ist eine US-amerikanische Schauspielerin.

## Leben
Valerie Perrine ist die Tochter eines Oberstleutnants der United States Army und einer Tänzerin. Sie begann als Showgirl in Las Vegas. 1973 schrieb sie ein Stück amerikanische Fernsehgeschichte mit der ersten unverhüllten Duschszene in der Theaterverfilmung Steambath von Bruce Jay Friedman.
Ihren ersten kleinen Filmauftritt absolvierte Perrine 1971 in dem James-Bond-Film Diamantenfieber. 1974 gelang ihr an der Seite von Dustin Hoffman in Lenny der internationale Durchbruch. Für die Rolle der Honey Bruce wurde sie jeweils für den Oscar, den Golden Globe und den British Academy Film Award als beste Hauptdarstellerin nominiert und letztlich mit dem British Academy Film Award als beste Nachwuchsdarstellerin ausgezeichnet. Bei den Internationalen Filmfestspielen von Cannes 1975 erhielt Perrine den Preis als Beste Darstellerin. An diesen Erfolg konnte Valerie Perrine jedoch nie wieder anknüpfen.

## Filmografie (Auswahl)
- 1971: Diamantenfieber (Diamonds Are Forever)
- 1972: Schlachthof 5 (Slaughterhouse-Five)
- 1973: Der letzte Held Amerikas (The Last American Hero)
- 1974: Lenny
- 1976: W.C. Fields and Me
- 1977: Mister Billion (Mr. Billion)
- 1978: Superman
- 1979: Der elektrische Reiter (The Electric Horseman)
- 1979: Der Magier (The Magician of Lublin)
- 1980: Superman II – Allein gegen alle (Superman II)
- 1980: Supersound und flotte Sprüche (Can't Stop the Music)
- 1980: Agency (The Agency)
- 1981: Auf dem Highway ist die Hölle los (The Cannonball Run)
- 1982: Grenzpatrouille (The Border)
- 1985: Wasser – Der Film (Water)
- 1985: The Investigator
- 1985: Mask of Murder
- 1987: Traumfrau vom Dienst (Maid to Order)
- 1989: Süßer Vogel Jugend (Sweet Bird of Youth) (TV-Film)
- 1990: Eine unhimmlische Mission (Bright Angel)
- 1991: Glühender Himmel (Mountain of Diamonds) (TV-Film)
- 1993: Boiling Point – Die Bombe tickt (Boiling Point)
- 1995: Flucht im roten Cadillac (Girl in the Cadillac)
- 1995: The Break
- 1995: Emergency Room – Die Notaufnahme (ER) (TV-Serie, zwei Folgen)
- 1996: Nash Bridges (TV-Serie, drei Folgen)
- 1998: Studio 54 (54)
- 1998: Untermieter aus dem Jenseits (Curtain Call)
- 1998: Browns Requiem (Brown’s Requiem)
- 1998: A Place Called Truth
- 1998: Maura – Sexuelle Fantasien (Shame, Shame, Shame)
- 1999: My Girlfriend’s Boyfriend
- 1999: Picture This
- 2000: Was Frauen wollen (What Women Want)
- 2001: Directing Eddie (Kurzfilm)
- 2002: The End of The Bar
- 2005: Dirty Movie (The Moguls)
- 2005: The Californians
- 2008: Redirecting Eddie
- 2016: Silver Skies